# Asterix foersterii
Asterix foersterii är en skalbaggsart som först beskrevs av Lewis 1902.  Asterix foersterii ingår i släktet Asterix och familjen stumpbaggar. Inga underarter finns listade i Catalogue of Life.